# Левченко Віктор Васильович
Левченко Віктор Васильович (позивний «Майстер» 10 серпня 1988 року м. Миколаїв, Миколаївська область) – Український поліціянт, спортсмен, Майстер спорту України, учасник Операції Об'єднаних сил, учасник російсько-української війни 2022 р. Лицар ордена Богдана Хмельницького III ступеня. Народний Герой України. 
|  | Я пишаюся тим, що я українець і що в цій складній ситуації, коли Україна творить історію, можу бути причетним до цього. |

## Життєпис
Віктор Левченко народився 10 серпня 1988 року в м. Миколаєві.
В 2013 році закінчив Миколаївський національний університет імені В.О. Сухомлинського, здобувши ступінь магістра з фізичного виховання та спорту.
В 2017 році закінчив Національну академію внутрішніх справ, здобувши ступінь магістра права.
Професійний спортсмен, майстер спорту України з легкої атлетики (штовхання ядра). Член національної збірної України з легкої атлетики 2011-2013 року.
Діючий рекордсмен Миколаївської області.  
У 2015 році вступив до лав патрульної поліції м. Миколаєва та отримав посаду командира роти, згодом став командиром батальйону.
З 2017 по 2019 рік очолював новостворений відділ патрульної поліції в Автономній Республіці Крим та місті Севастополі, що за умов тимчасової окупації півострова ніс службу в Генічеському та Каланчацькому районах Херсонської області.
З 2019 по 2023 рік — начальник управління патрульної поліції в Луганській області.
В листопаді 2023 року очолив патрульну поліцію в Харківській області.
На початку повномасштабного російського вторгнення в Україну 2022 року разом зі своїми підлеглими проводив евакуацію з зони бойових дій в Луганській області та за даними військово-цивільної адміністрації Луганської області допоміг врятувати більше 40 тисяч місцевих мешканців.
З червня 2022 року в складі роти розвідки підрозділу ДПП «Хижак» виконує бойові задачі на півдні та сході України.
За час бойових дій тричі отримав поранення.  .

## Нагороди
- Орден Богдана Хмельницького III ступеня (17 травня 2022) — за особисту мужність і самовіддані дії, виявлені у захисті державного суверенітету та територіальної цілісності України, вірність військовій присязі.
- Орден «Народний Герой України» (19 листопада 2023) [8]
- Відзнака — Медаль «Захиснику Вітчизни» (28 березня 2022) [9] — за особисту мужність і самовіддані дії, виявлені у захисті державного суверенітету та територіальної цілісності України, вірність військовій присязі.
- Відзнака Президента України – Медаль «За оборону України» (3 липня 2025) – За мужність і стійкість, виявлені у захисті суверенітету та територіальної цілісності України під час широкомасштабної збройної агресії Російської Федерації.
- Відзнака — Нагрудний знак «Знак Пошани» Національної поліції України [10] [11]
- Відзнака — Нагрудний знак «Козацький Хрест» Командувача Операції Об'єднаних Сил I, II та III ступеня
- Відзнака — Медаль ООС «За звитягу та вірність»
- Відзнака — Медаль «Захиснику Луганщини»
- Відзнака — Медаль «Захиснику Рубіжного» [12]
- Відзнака – Медаль «За оборону Харківщини»
- Відзнака командуючого Оперативно-тактичного угруповання військ "Харків" – медаль «Хоробре серце»
- Відзнаки Головного управління розвідки (ГУР) Міністерства оборони України «Вогнепальна зброя»

## Евакуація з Луганської області

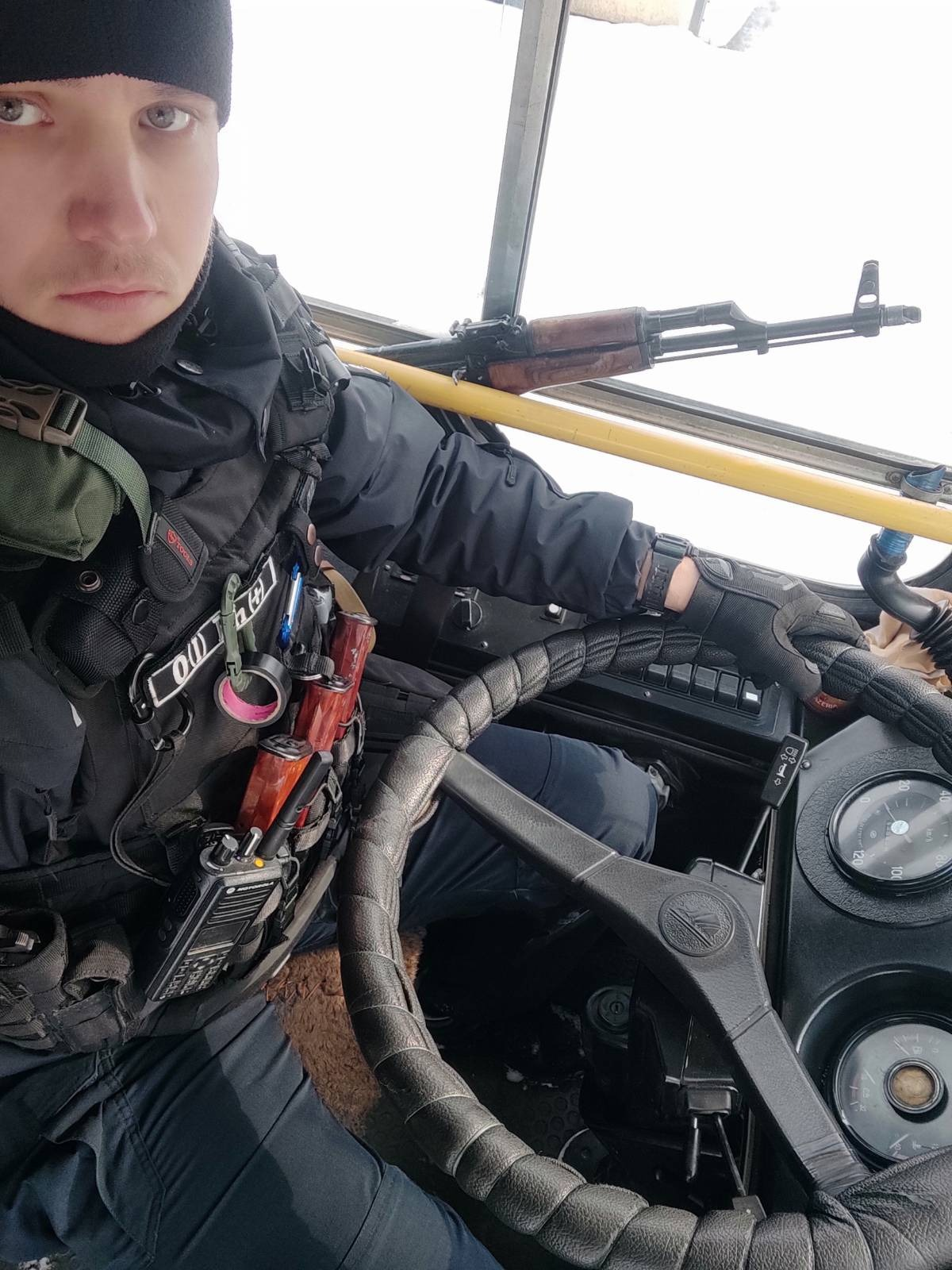
Віктор Левченко за кермом евакуаційного автобуса. Луганська область, березень 2022 року

На початку широкомасштабного вторгнення російські війська дуже швидко просувались по території Луганської області і, наблизившись до великих міст (Сєвєродонецьк, Лисичанськ, Рубіжне, Кремінна), почали масово завдавати ударів авіацією та артилерією по об'єктах інфраструктури та жилим кварталам, що призводило до жертв серед місцевого населення.
Керівництвом військово-цивільної адміністрації було прийнято рішення про евакуацію місцевого населення. Відразу ж постало питання з логістикою, так як покинути зону бойових дій намагались тисячі мирних жителів. Потяги і колони транспорту піддавались обстрілам з боку російських військ.
Патрульні поліцейські Луганської області під керівництвом Віктора Левченка з самого початку взяли активну участь в евакуації, сівши за кермо евакуційних автобусів і виїжджаючи до найнебезпечніших районів для порятунку мирного населення. .
Так 17 березня патрульними було проведено евакуацію з м. Попасна, в якому вже йшли активні бої, автобуси потрапили під мінометний обстріл і були пошкоджені, жертв вдалось уникнути. 
Щодня патрульні виїжджали до прифронтових населених пунктів Луганської області (Рубіжне, Сєвєродонецьк, Лисичанськ, Гірське, Золоте, Тошківка, Нижнє, Попасна, Комишуваха, Привілля та ін.), рятуючи місцевих мешканців.
Активна евакуація тривала до 30 травня, поки в евакуційний транспорт не влучила ворожа артилерія, від якої загинув французький журналіст Фредерік Леклерк-Імхофф, а поранення отримало троє патрульних, включаючи Віктора Левченко. 
Загалом, завдяки спільним зусиллям всіх служб (ЛОВЦА, Патрульна поліція, Національна поліція, ДСНС, Національна гвардія, ТРО та ін.) за цей період було врятовано понад 40 000 мешканців Луганської області.

## Гуманітарна допомога жителям Луганської області
Через активні бойові дії і постійні обстріли з боку росії, а також атаки на транспортну логістику Луганської області, місцеві жителі опинились в скрутному становищі через різкий дефіцит продуктів харчування та медикаментів.
На початку березня 2022 року Віктор разом з патрульними за підтримки місцевого самоврядування і волонтерів організували гуманітарний штаб на базі адміністративної будівлі управління патрульної поліції в Луганській області.
Патрульні доставляли найнеобхідніші продукти до бомбосховищ Сєвєродонецька, Лисичанська та Рубіжного де від ворожого вогню переховувались десятки тисяч мешканців міст.
Також патрульні збирали інформацію про громадян, які були не в змозі самотужки діставатись до бомбосховищ і переховувались в укриттях власних домівок, формували за потребою гуманітарні пакунки і доставляли адресно.

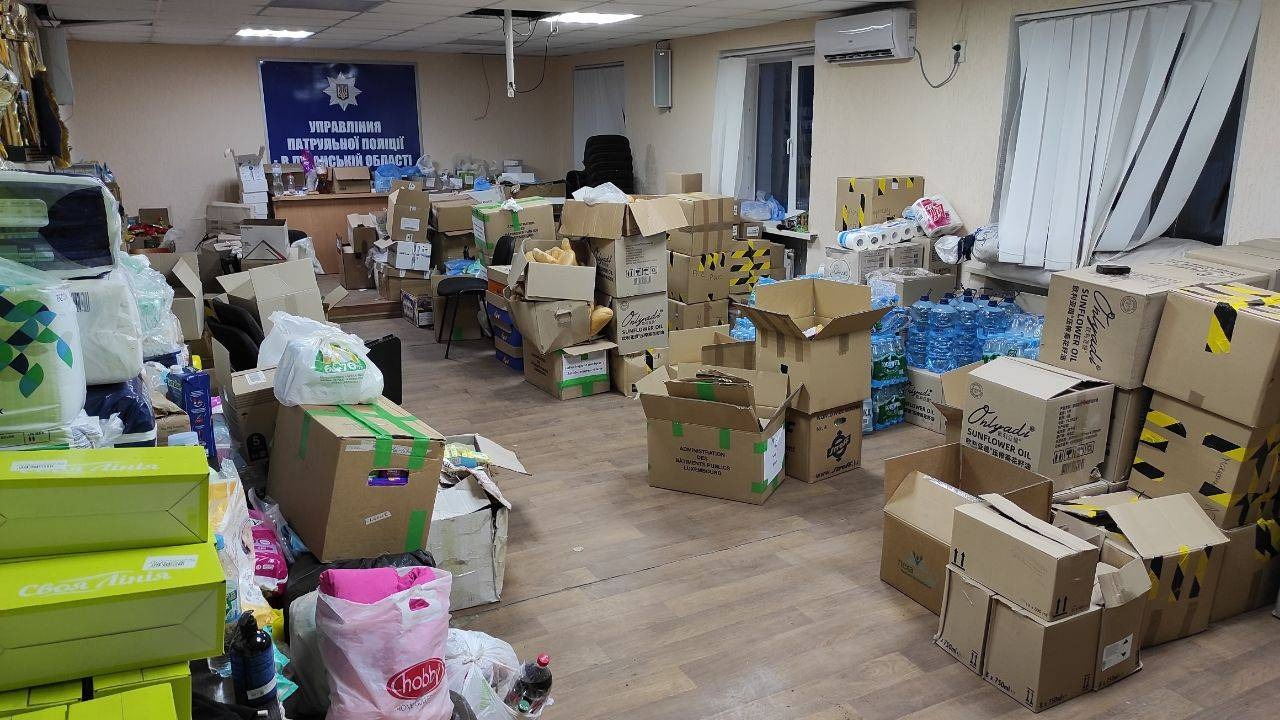
Гуманітарний штаб УПП, Луганська область, березень 2022 року
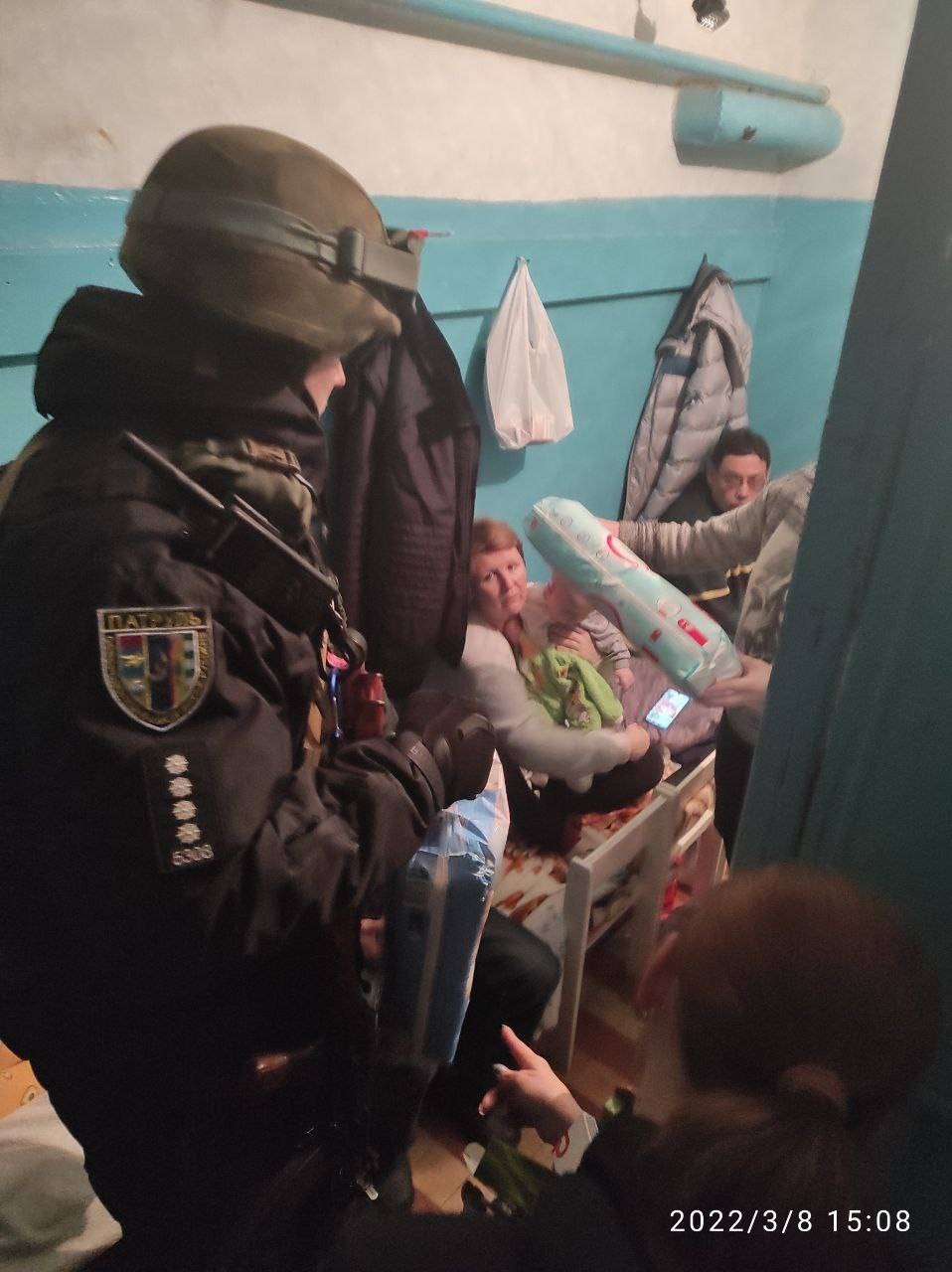
Гуманітарна доставка до бомбосховищ, Луганська обл, березень 2022 року
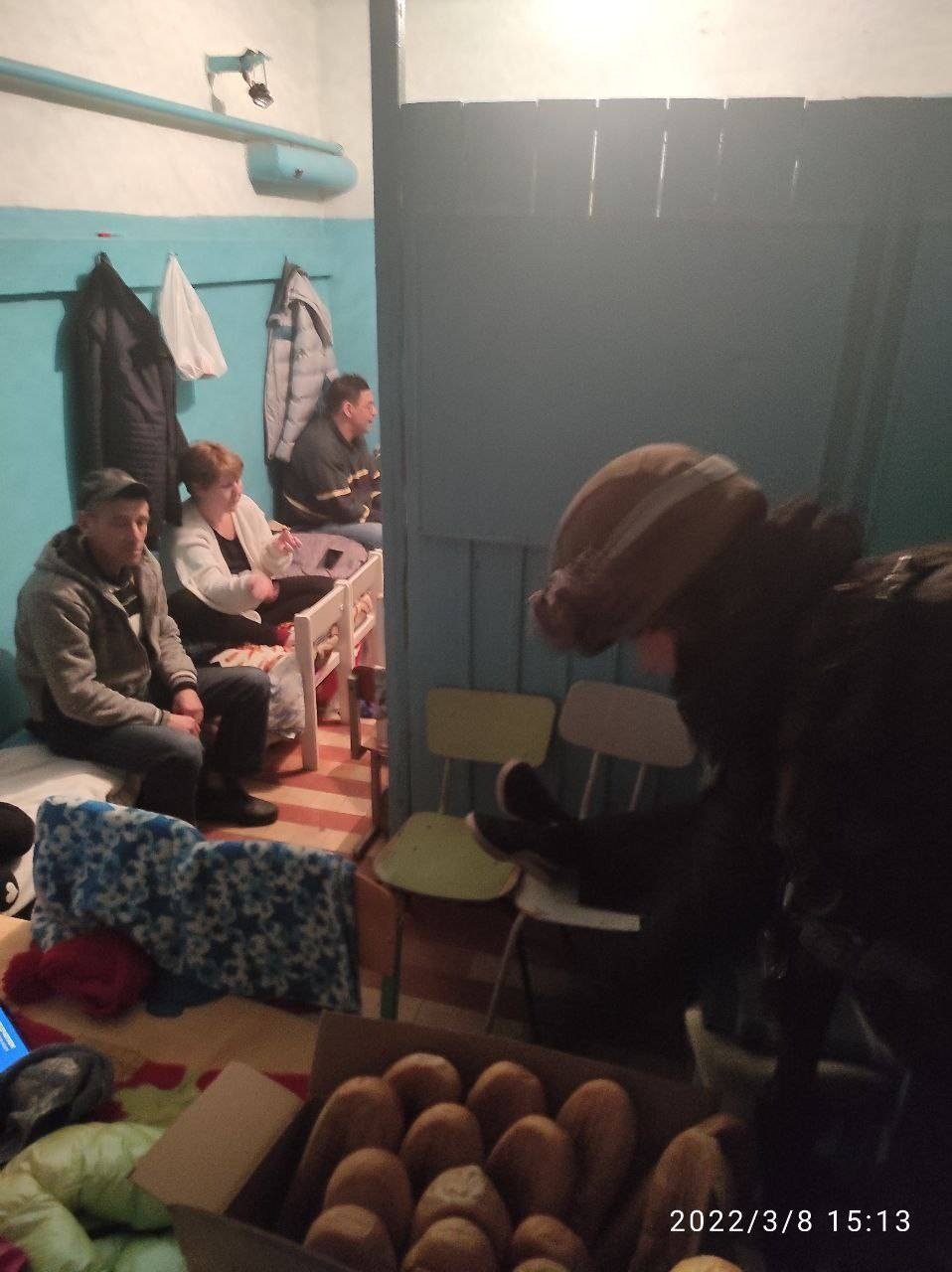
Гуманітарна доставка до бомбосховищ, Луганська обл, березень 2022 року
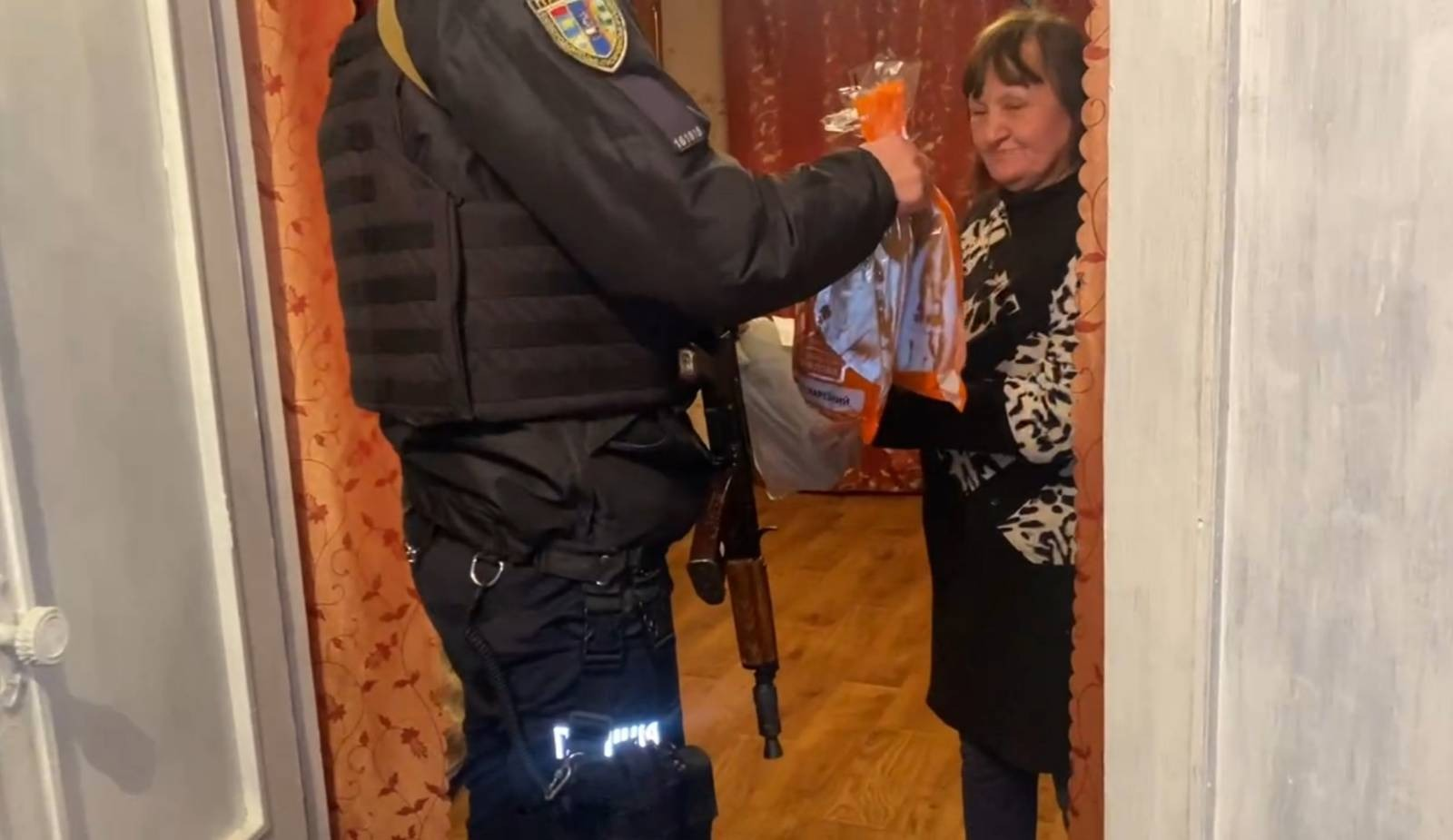
Гуманітарна доставка адресно, Луганська обл, березень 2022 року

## Участь у бойових діях на півдні та сході України
У червні 2022 року після лікування важкої контузії, отриманої в результаті обстрілу під час евакуації мирних жителів з Лисичанська, Віктор вступив до роти розвідки бойового підрозділу зведеного загону ДПП «Хижак», що в той час в складі сил оборони України брав участь у звільненні Херсонщини.
Разом з Василем Коряком і побратимами брав участь в боях за Лозове, Андріївку, Сухий ставок, Давидів брід.
З початком операції зі звільнення Харківщини і Донеччини (Слобожанський контрнаступ) Віктор з частиною підрозділу був передислокований на схід, де «Хижаки» разом з силами оборони України  звільняли Балаклію, Ізюм, Яцьківку, Рубці, Рідкодуб, Нове, Лиман.
У травні 2023 року створив групу операторів ударних БПЛА «Робокопи» в складі роти розвідки зведеного загону ДПП «Хижак». 
«Робокопи» в складі сил оборони брали участь у боях в Серебрянському лісництві, Білогорівці та на Бахмутському напрямку.
З березня 2024 року в складі оперативно-тактичного угруповання «Харків» боронять Харківщину.
Брали активну участь у відбитті повторного російського наступу на Харків в травні 2024 року.

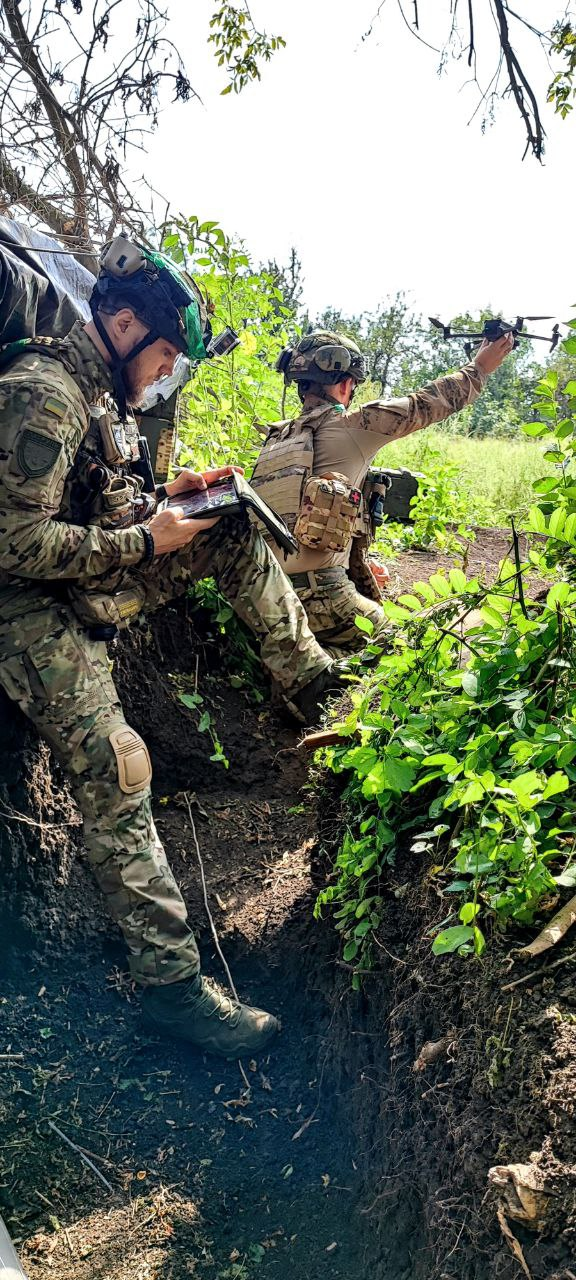
Група «Робокопи» Серпень 2023 року
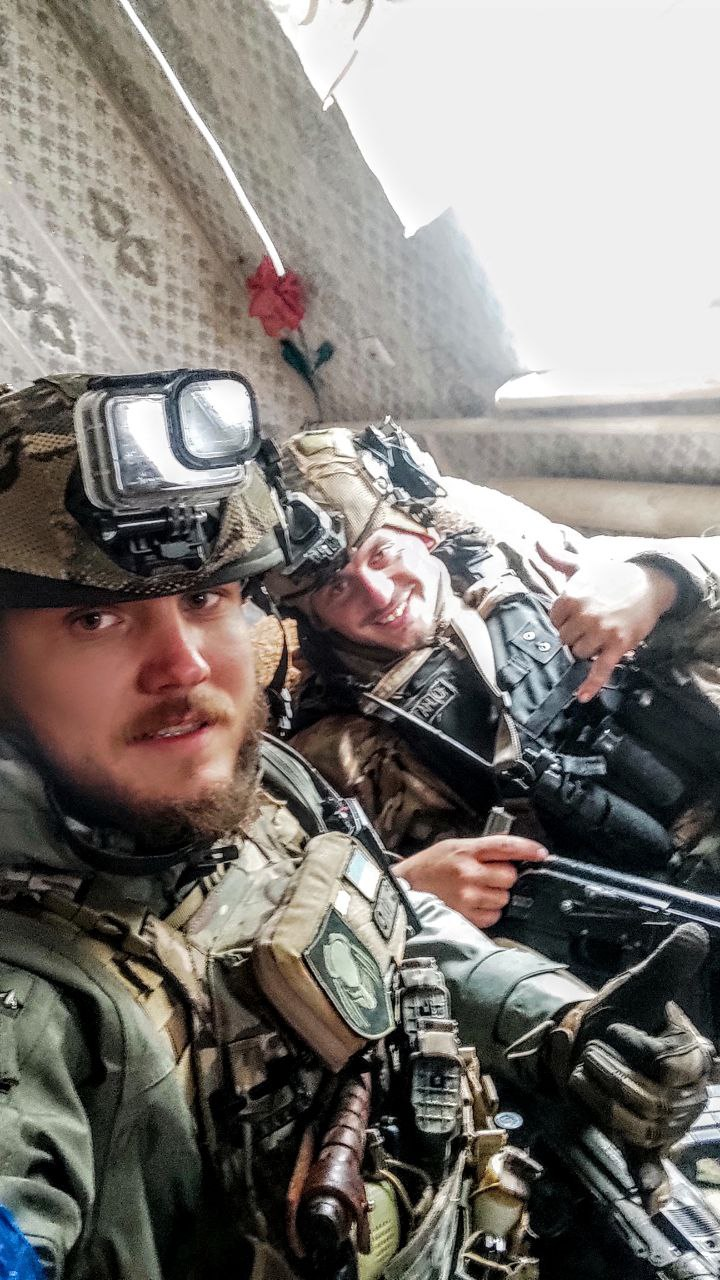
З Василем Коряком під час Слобожанського контрнаступу. Вересень 2022 року
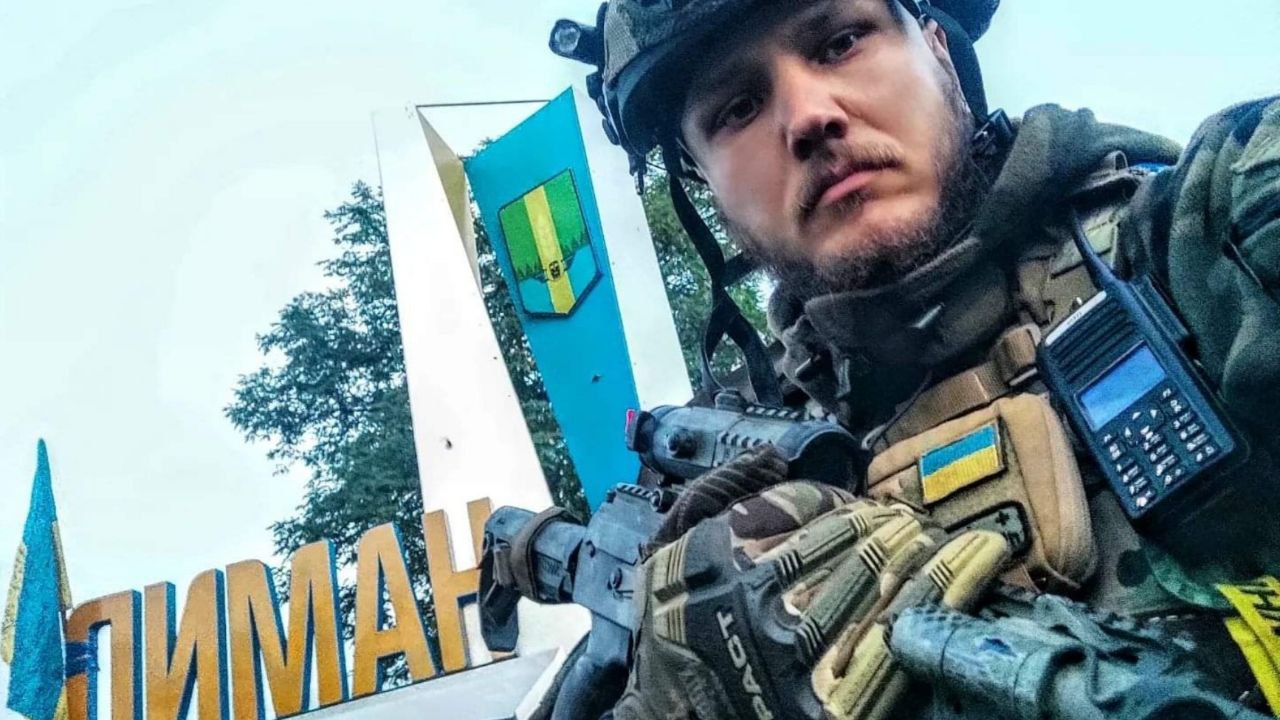
Звільнення Лиману. жовтень 2022 року
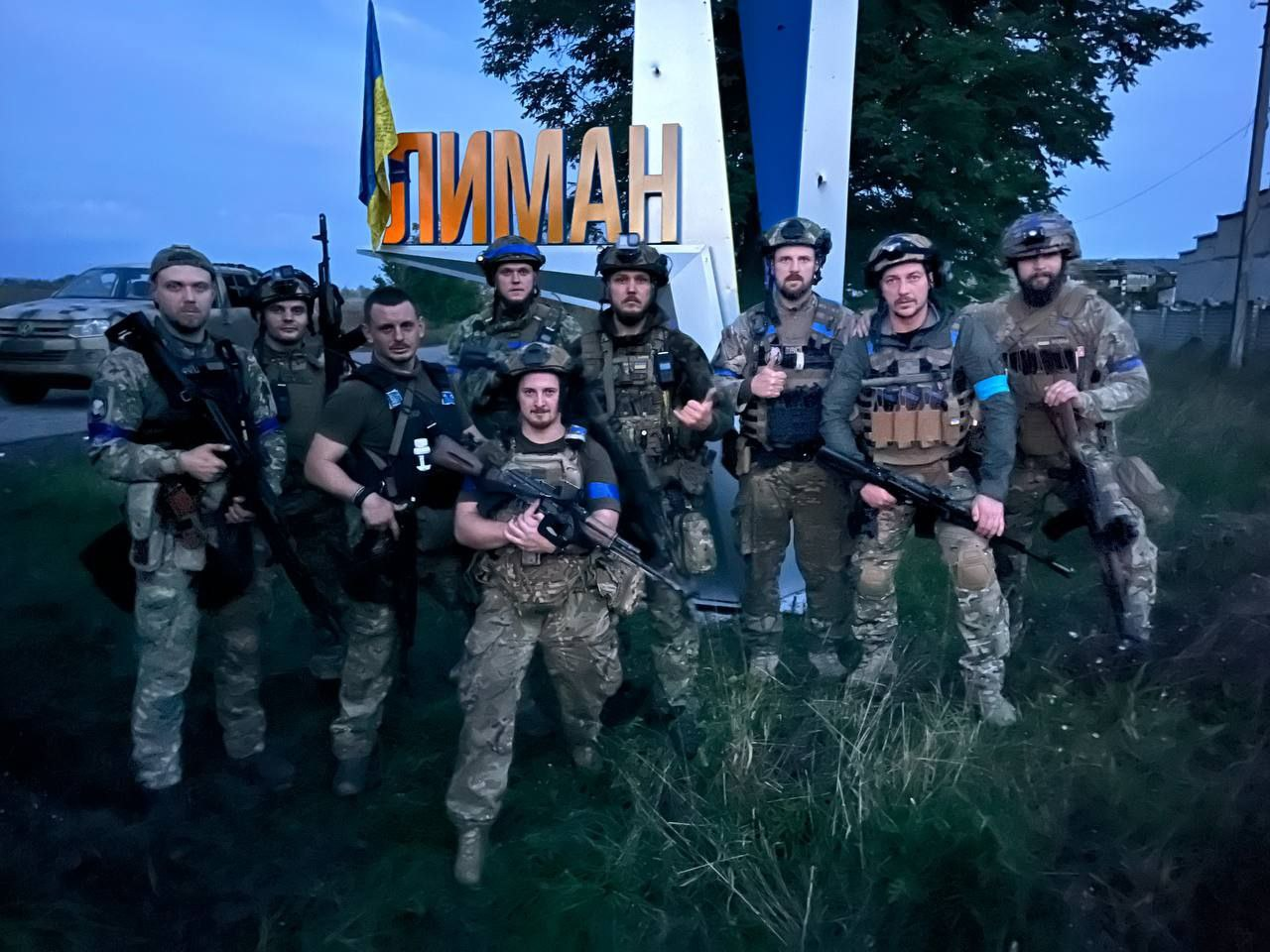
«Хижаки», Лиман, жовтень 2022 року
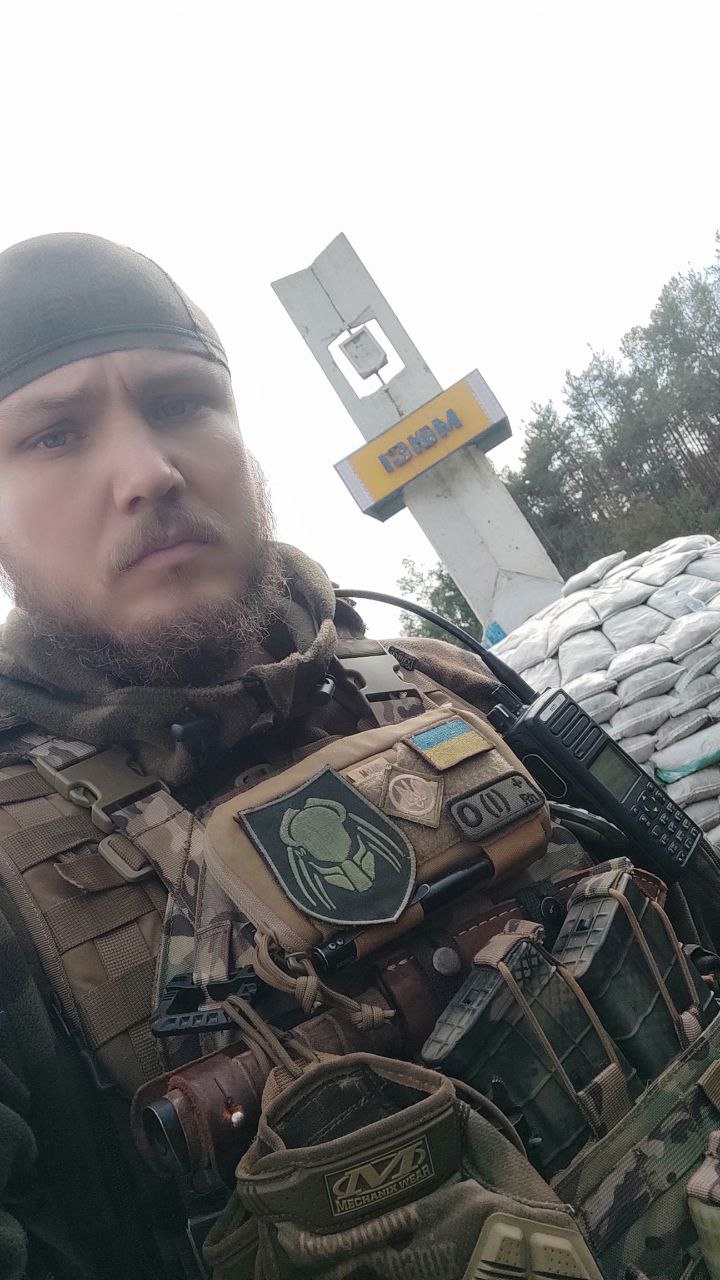
Звільнення Ізюму. Вересень 2022 року
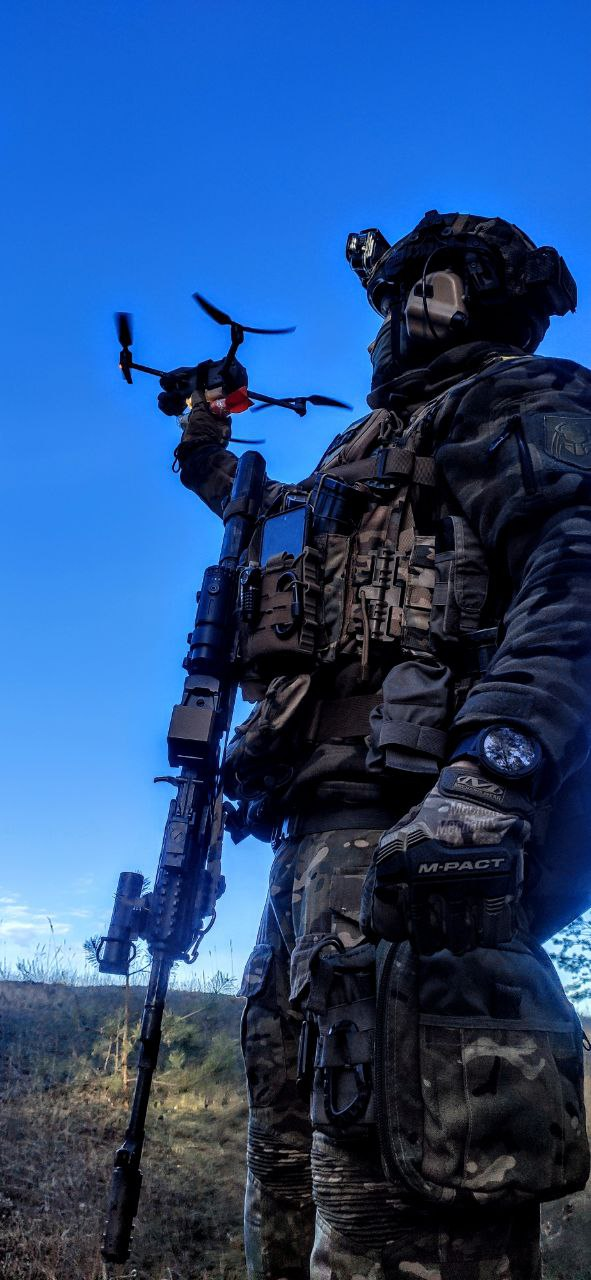
Бойова робота. Донецька область листопад 2022 року
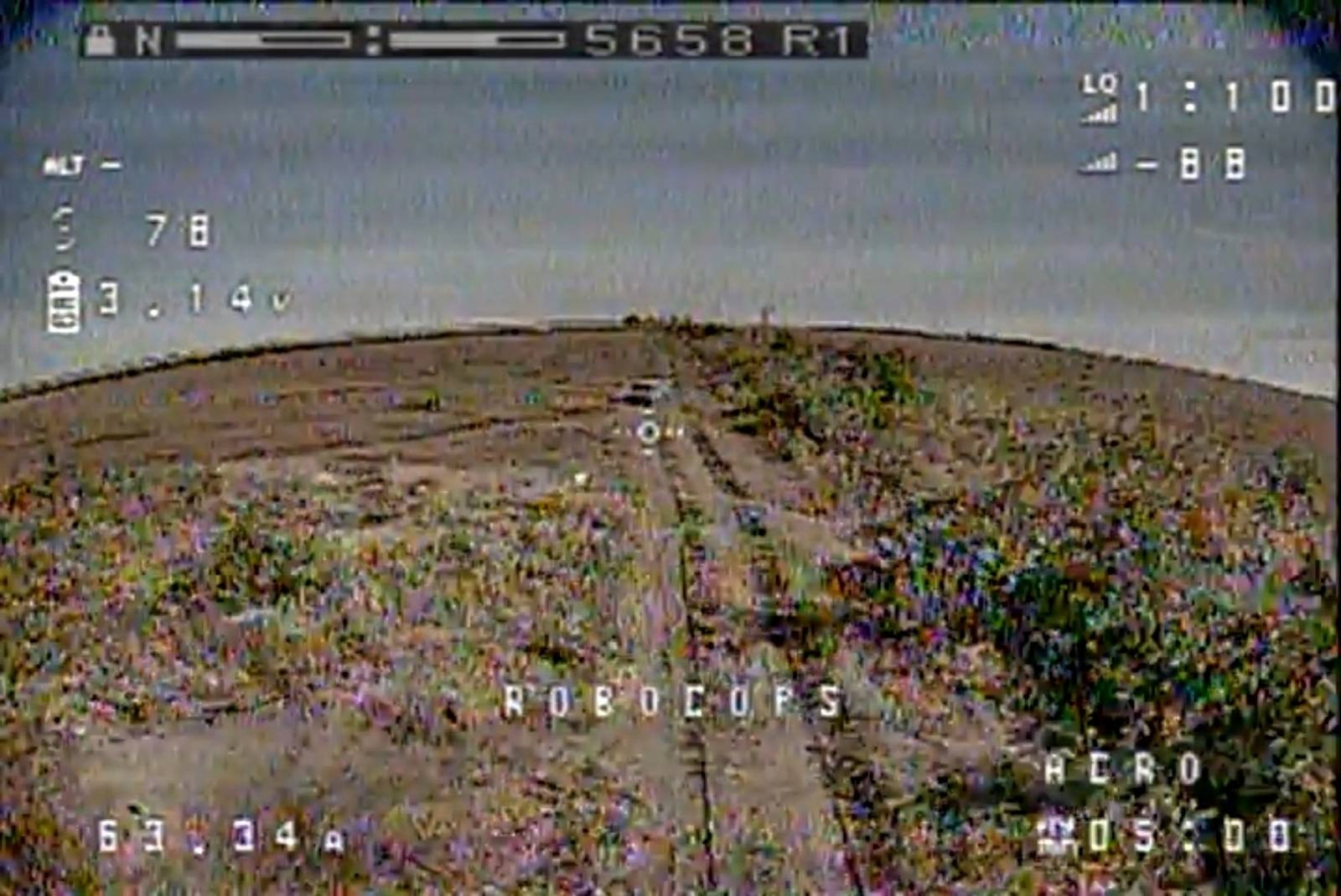
fpv дрон «Робокопів» знищує ворожий транспортний засіб під н.п. Кліщівка. Серпень 2023 року

## Цікаві факти

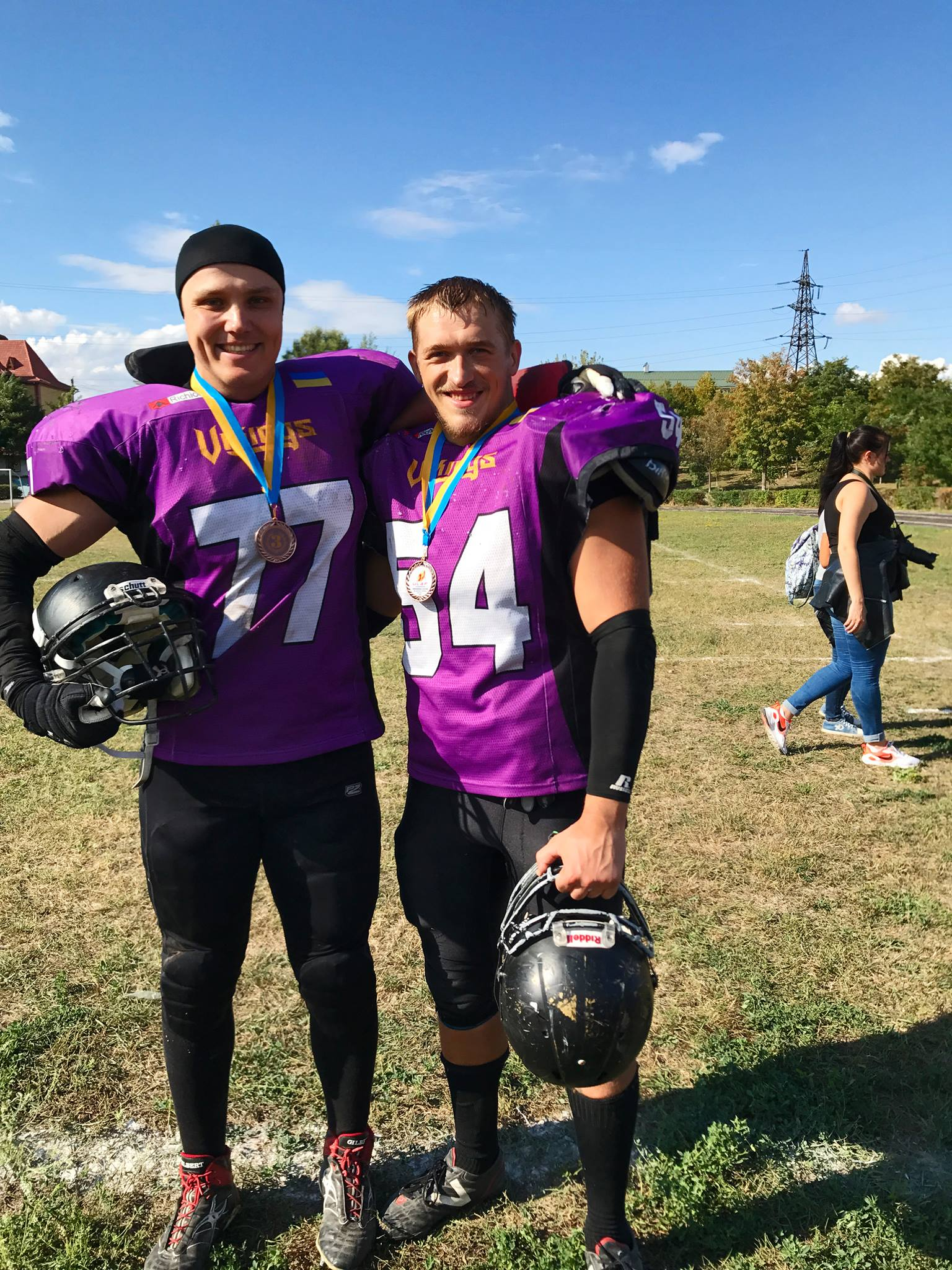

З 2015 по 2017 рік Віктор був членом команди з американського футболу «Миколаївські Вікінги», в складі якої в 2015 році став срібним призером першої ліги Української Ліги Американського Футболу ULAF.
Грав під номером 77 за команду захисту на позиціях Defensive Tackle (DT) та Defensive End (DE)